# Costa Esmeralda
Costa Esmeralda es un balneario privado del partido de La Costa, en la ribera del mar Argentino, al este de la provincia de Buenos Aires, Argentina.

## Descripción
Es el balneario más austral del partido de La Costa, en el límite con el Partido de Pinamar. Esto causa que muchas veces se lo nombre erróneamente  como parte del Partido de Pinamar, al estar más cerca de las urbanizaciones de este partido que las del Partido de La Costa. La división de ambos partidos (Pinamar y de la Costa) está dada por la continuación de una línea imaginaria desde la ruta provincial 11 de la división de los partidos de General Lavalle y General Madariaga hacia el mar Argentino.
Se desarrolla en una superficie de 1000 hectáreas con más de 3200 metros de costa. Ofrece paisajes agrestes, en donde se destaca la prominencia de sus médanos, en la denominada «zona de Altos Médanos», en la cual también hay bosques de pinos.
Se divide en dos áreas, la residencial de 800 ha aproximadamente y la urbana de alrededor de 200 ha.
En el área residencial se encuentran más de 3900 lotes para viviendas unifamiliares, algunos aptos para construir y otros en desarrollo. Para comienzos del 2020 hay más de 1650 casas construidas y más de 60 en construcción.
El centro comercial se comercializó en diciembre de 2019 agotando en horas todos sus locales y góndolas, tiene una fecha estimada de finalización para octubre de 2020, Corralón, ferretería, guardería para cuatriciclos y UTV´s ya se encuentran en pleno funcionamiento, también la construcción del 3.er parador.

## Ubicación
Esta población se encuentra a cuatro horas de Buenos Aires, en parte por autovía. Desde el norte, el acceso a la localidad se encuentra en el km 382 de la Ruta Provincial 11, pasando el acceso de Pinar del Sol, a 40 km al sur de Mar de Ajó y a 10 km al norte de la ciudad de Pinamar.

## Actividades De Barrio
Costa Esmeralda ofrece una gran variedad de actividades:
Sus playas con tres paradores, Punta Norte, Cabo Suelto y Amarras, ofrecen la posibilidad de practicar deportes acuáticos.
En el área deportiva se encuentra un house con gimnasio, canchas de tenis de polvo de ladrillo y de superficie rápida iluminadas, cancha de fútbol 11 de pasto sintético, cancha de vóley y demás actividades.
El área de golf cuenta son su club house y una cancha de 18 hoyos habilitada desde el 2009 por la A.A.G. Se encuentran en construcción 9 hoyos más, completando así una cancha de 27 hoyos.
El área ecuestre cuenta con dos canchas de polo, corrales e instalaciones afines.

## La zona comercial y turismo
En el masterplan están previstas alrededor de 200 ha destinadas a un área comercial y zonas de media y alta densidad a desarrollar.
Las dos primeras etapas del centro comercial fueron inauguradas en 2021 y ya se encuentran en funcionamiento todos sus locales y góndolas.